# Birongo (religión)
Birongo, también escrito Bilongo, es una tradición espiritual sincrética que se encuentra entre los afrovenezolanos en las zonas rurales de la costa de Venezuela, especialmente en la costa sur del Lago de Maracaibo y en la subregión de Barlovento, pero con el nombre también presente en Cuba y la República Dominicana, para describir las tradiciones, la religión y la espiritualidad/curanderismo popular de origen africano tal como se realizan entre los afrovenezolanos y la gente de comunidades Afro-Venezolanas. Es similar al Palo (religión) y el Vudú.

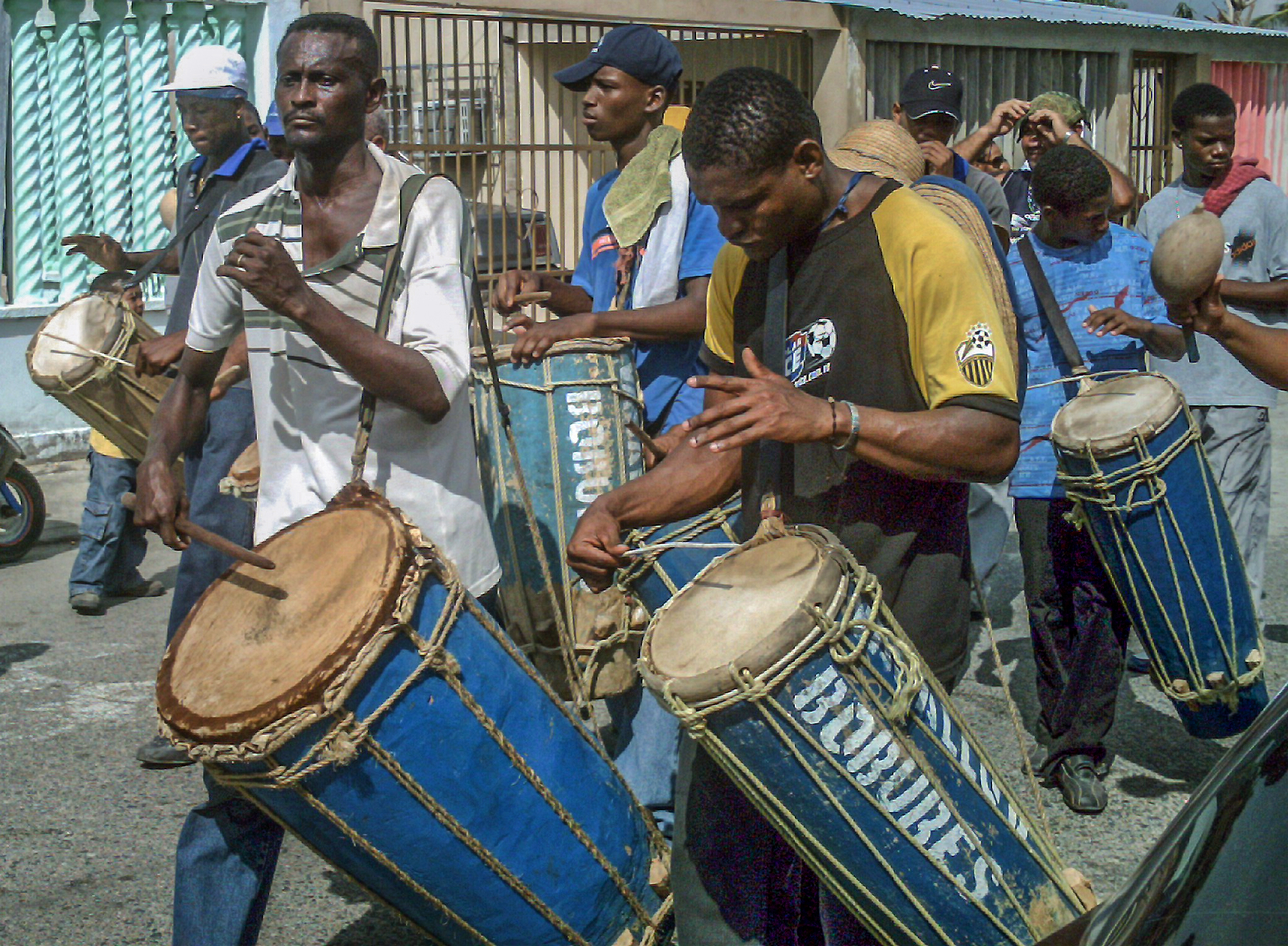
Los chimbangueles son tipos de tambores utilizados para invocar y celebrar a San Benito, quien está sincretizado con la deidad vudú "Aje".

## Etimología
El término "birongo" proviene de la palabra Kikongo "bilongo", que se utiliza para describir ingredientes de uso mágico. En Venezuela, se utilizará este término para describir la medicina popular, e incluso la brujería. La palabra también se una en República Dominicana y Cuba. 

## Prácticas
Los practicantes de Birongo, conocidos como curanderos o ensalmadores, utilizan diversas hierbas e ingredientes para curar enfermedades tanto espirituales como físicas, como el mal de ojo, y otras formas que utilizan diversas hierbas y preparaciones, como baños y tés para curar al paciente. También, utilizan la oración y la adivinación para curar al paciente invocando a varios santos que fueron sincretizados con deidades africanas de origen Congo.  También se hace tabacomancia y ocasionalmente lo utilizan para informar al paciente sobre problemas espirituales. También es frecuente el uso del humorismo, probablemente por influencia española. Varias hierbas como el pasote, orégano, y el poleo (Lippia alba) se usan para curar a las personas.
Junto a los santos, los antepasados son importante en la práctica de muchos afrovenezolanos, algo que refleja muchas otras tradiciones religiosas basadas en Kongo, como Hoodoo y Palo Mayombe. Se cree que los curanderos tienen conexiones directas con los muertos y utilizan la adivinación con tabaco o la mediumnidad para poder comunicarse con ellos y mucha gente tienen ofrenda o altares con fotos de sus antepasados con flores ofrendas de café y tabaco. 
Los devotos a menudo utilizan licor como libación y ofrenda a los espíritus y santos en sus rituales, junto con humo de tabaco y el ocasional sacrificio de animales junto con tambores y cantos para alentar el acto de trance-posesión que es común y a menudo ocurre durante las partes más intensas de los rituales de tambores y tiene sus orígenes en las formas africanas de adoración y se caracteriza por gritos, bailes y sensaciones de hormigueo y puede variar desde un simple estado de trance o trance-posesión por los espíritus de antepasados muertos que puede ser causado por el consumo de tabaco y aguardiente. 
La mayoría de los Afro-Venezolanos creen en los sans de la práctica del Birongo, pero no todos practican la espiritualidad en tal.

## Deidades
Entre las poblaciones afrovenezolanas se veneran varios santos, entre los que destaca San Benito de Palermo, quien fue sincretizado con la deidad dahomeyana de Agbe.  Los nombres de otras deidades también aparecen en sus cantos, como Unsasi, Obi y Kalunga Ngombe, y los cantos a menudo se realizan con algunas partes completamente en lenguas africanas como Kikongo, Yoruba o Efik y el resto en español y ocasionalmente en latín.

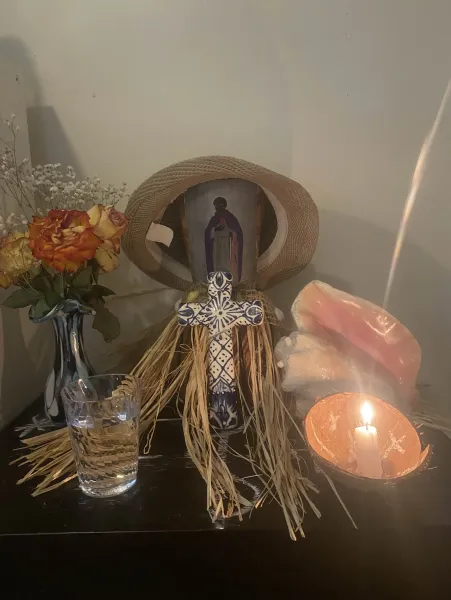
Altar de San Benito de un practicante de Birongo

Otro santo extremadamente importante y conocido es el de San Juan Bautista en su forma popular como San Juan Congo, o San Juan del Congo, que fue sincretizado con Malembe, una deidad popular de origen kongo que protege a los aldeanos y la agricultura de las fuerzas del mal, que fue representado históricamente como un nkisi con un falo y, muy probablemente, todas las deidades de la tradición birongo fueron retratadas como nkisis en lugar de con estatuas de santos ante la prohibición por la iglesia católica, pero muchos ensalmadores pueden conservar nkisis o también objetos similares a nkisi de los santos o espíritus con los que trabajan, incluso si no son aceptados por la iglesia católica. El nkisi del santo/deidad en sí suele alimentarse con sangre animal, aguardiente, tabaco, pólvora, hierbas (y aguas de hierbas) y huesos de animales en polvo para cargarlo con la energía del santo pero ahora es más común usar los imágenes de santos y pocas comunidades actualmente usan los nkises. También se veneran otras divinidades, como San Pedro, San Antonio de Padua, San Francisco de Paula y María Lionza .
| Sincretización santa                                     | Nombre africano | Etimología y antecedentes |
| -------------------------------------------------------- | --------------- | --- |
| San Juan Congo (una forma popular de San Juan Bautista ) | Malembé         | A través de canciones y folclore. Malembe es similar al nombre de varias deidades en Palo Mayombe, "Munalembe" y a la deidad del Candomble Bantu "Lemba".                                                                                             |
| San Benito de Palermo                                    | Aje             | A través de canciones y folclore. Lo más probable es que provenga de la deidad vudú "Agbe", que en el vudú haitiano se conoce como Agwe . |
| San Benito de Palermo                                    | Unsasi          | Su nombre se invoca antes de iniciar el ritmo “Aje-Benito” de los tambores Chimbanguele. Unsasi (Kikongo: Nzazi) es el dios Kongo del trueno, y su presencia en el ritmo probablemente se deba a las tormentas eléctricas del Catatumbo.              |
| San Benito de Palermo                                    | Obi             | Invocado en el ritmo Chocho (del yoruba : ṣóńṣó, característico de Elegba ) de los tambores Chimbanguele. En la mitología yoruba, Elegba fue hecho inicialmente de un coco (en yoruba: obi).                                                          |
| San Benito de Palermo                                    | Songorongome    | Nombre de uno de los ritmos de los tambores Chimbanguele (del kikongo: Nzo ngolo ngombe, literalmente "Toro de la casa grande"). En la mitología angoleña, Kalunga-Ngombe es venerado como el protector de las aguas que contienen a los antepasados. |
| San Antonio de Padua                                     | Pangue          | Nombre alternativo para la danza Tamunangue, probablemente del Kikongo "mpangi", que significa relativo. La palabra "Tamunangue" probablemente proviene del kikongo "ntama na nge", que significa "el que está más alto/más lejos que nosotros".      |
| No hay santo equivalente                                 | Mbule           | Mencionado en la canción folclórica de "Sambarambule" (del kikongo: sambila mbele, que significa "alabado sea el cuchillo"). |
| Dios, Jesús                                              | Gangue          | Mencionado en la canción folklórica “Macizon-Gangue” y otras canciones de origen afrovenezolano. De Kikongo "ngangi", que significa Creador. |